# Dead Ringer (album)
Dead Ringer is het tweede van drie Meat Loaf-albums die geheel door Jim Steinman zijn geschreven.
Tekstschrijver Jim Steinman was in 1979 begonnen aan het album Bad for Good en moest het vervolg worden op het album Bat Out of Hell uit 1977. Gedurende die tijd was Meat Loaf zijn stem kwijt, dit kwam door een combinatie van drugs, oververmoeidheid en de tournee. Zonder een zanger maar met de druk van de platenmaatschappij, besloot Jim Steinman zélf het album Bad for Good in te zingen en een nieuw album voor Meat Loaf te schrijven. Dat werd dit album, 'Dead Ringer', welke in 1981 uitkwam.
Na de rol van Travis W. Redfish gespeeld te hebben in de film Roadie (een comedy/musical uit 1980 onder regie van Alan Rudolph), waarin ook Debbie Harry, Roy Orbison en Hank Williams jr. in meespeelden, maar toch niet zo goed ontvangen werd, had Meat Loaf zijn stem weer terug, was van de drugs af en begon hij te werken aan zijn nieuwe album. Naast het nummer "More Than You Deserve" (dit nummer zong Meat Loaf in de gelijknamige musical) en een herschreven monoloog, schreef Jim Steinman nog vijf andere nummers die tezamen het album Dead Ringer vormde. Op het schrijven van de nummers en de productie van de achtergrondmuziek, samen met Jimmy Iovine, na had Jim Steinman niet zoveel met het album te maken. De andere producenten van het album waren Meat Loaf zelf en Stephan Galfas. In 1976 was Meat Loaf ook te horen in het nummer "Keeper Keep Us" van de Intergalactic Touring Band op het gelijknamige album dat ook door Stephan Galfas werd geproduceerd.
Van dit album kwamen vier singles uit: "Dead Ringer For Love" (in een duet met Cher), dat maar een kleine hit werd, "I'm Gonna Love Her For Both Of Us", "Read 'Em And Weep" en "Peel Out". Het album bereikte de nummer 1 in Engeland.
Tijdens de tournee voor dit album ontstond er een langlopende medewerking met pianist Paul Jacobs, die hem zowel terzijde staat als ook tekstschrijver is.

## Zakelijke problemen
Deze ontstonden toen Meat Loafs manager David Sonenberg zijn taken overdroeg aan Al Dellentash. De tournee die gepland stond om dit album te promoten, werd al na een optreden stopgezet omdat het geld dat de studio van tevoren had betaald begon op te raken. Ook wist Al Dellentash Sony Records en CBS te overtuigen meer geld voor te schieten voor het maken van de film Dead Ringer. Vrijwel direct spendeerde hij het geld aan overdadig meubilair voor zijn kantoor en zijn eigen koks. De film werd vertoond op het Toronto Film Festival en kreeg enkele positieve kritieken, maar Al Dellentash herbewerkte de film waardoor het eindproduct er vreselijk uitzag.
In 1981 schonk Leslie het leven aan Amanda Aday, nu een televisieactrice. In datzelfde jaar veranderde Meat Loaf van manager, nadat hij erachter kwam dat Al Dellentash hem bestolen had. Hierop werden alle bezittingen van Meat Loaf door Al Dellentash bevroren en spande hij zelfs nog een rechtszaak aan wegens contractbreuk. Ook verspreidde hij allerlei geruchten dat Meat Loaf gewelddadig zou zijn en mensen met een vuurwapen zou bedreigen. Uiteindelijk werd Meat Loaf failliet verklaard.

## Lijst van nummers
1. "Peel Out" - 6:30
2. "I'm Gonna Love Her For Both Of Us" - 7:09
3. "More Than You Deserve" - 7:02
4. "I'll Kill You If You Don't Come Back" - 6:24
5. "Read 'Em And Weep" - 5:25
6. "Nocturnal Pleasure" - 0:38
7. "Dead Ringer For Love" (duet met Cher) - 4:21
8. "Everything Is Permitted" - 4:41

Alle muziek, teksten en monologen door Jim Steinman
Gearrangeerd door Jim Steinman, Roy Bittan, Tom "Bones" Malone, Alden Shuman, Roy Straigis

## Medewerkenden
- Meat Loaf - zang
- Cher - zang
- Davey Johnstone - gitaar
- Mick Ronson - gitaar
- Joe DeAngelis - gitaar
- Steve Buslowe - bas
- Roy Bittan - piano, keyboards
- Nicky Hopkins - piano, keyboards
- Jim Steinman - keyboards, stem in "Nocturnal Pleasure"
- Larry Fast - synthesizer
- Max Weinberg - drums
- Liberty DeVitto - drums
- Jimmy Maelen - slagwerk, Afrikaans houtslagwerk
- Alan Rubin - hoorn
- Lou Marini - hoorn
- Louis Del Gatto - hoorn
- Tom Malone - hoorn
- Leslie Loaf - vrouwenstem in "Peel Out"
- Rory Dodd - zang
- Ted Neeley - zang
- Eric Troyer - zang
- Rhonda Coullet - zang